# Frederik I af Østrig (Babenberg)
Frederik I (1175 – 16. april 1198 på hjemrejse fra Palæstina) af slægten Babenberg var hertug af Østrig 1194-1198.
Frederik I var søn af hertug Leopold V. Han fulgte i 1194 efter sin far og deltog i 1197 i korstog med kejser Heinrich VI. Ved tilbagetoget fra Palæstina døde han pludseligt d. 16. april 1198. Han blev begravet i Heiligenkreuz stift i Niederösterreich.